# Microdillus peeli
Il gerbillo pigmeo somalo (Microdillus peeli de Winton, 1898) è un roditore della famiglia dei Muridi, unica specie del genere Microdillus (Thomas, 1910), diffuso in Somalia.

## Descrizione

### Dimensioni
Roditore di piccole dimensioni, con la lunghezza della testa e del corpo tra 66 e 80 mm, la lunghezza della coda tra 50 e 65 mm, la lunghezza delle orecchie tra 10 e 13 mm e la lunghezza dei piedi tra 16 e 19 mm.

### Caratteristiche craniche e dentarie
La scatola cranica è corta e quadrata, la costrizione inter-orbitale è stretta, le bolle timpaniche sono enormi. Le creste sopra-orbitali sono delicate. Sono presenti quattro grandi fori palatali, gli incisivi superiori sono opistodonti, ovvero con le punte rivolte verso l'interno.
Sono caratterizzati dalla seguente formula dentaria:

### Aspetto
La pelliccia è lunga ed arruffata. Le parti superiori sono bruno-giallastre pallide, cosparse di peli con la punta nerastra, la base dei peli è grigio scura, mentre le parti ventrali e le zampe sono bianche. Gli occhi sono grandi con una macchia biancastra sopra. Una macchia bianca rotonda è presente dietro ogni orecchio. Le piante dei piedi sono prive di peli. Gli artigli sono color avorio. La coda è più corta della testa e del corpo, è tozza, bruno-nerastra sopra, bianco-giallastra sotto ed è ricoperta densamente di peli ma è priva di un ciuffo terminale.

## Biologia

### Comportamento
È una specie terricola e notturna. Durante il giorno si rifugia in tane costruite nel terreno.

## Distribuzione e habitat
Questa specie è conosciuta in tre differenti località della Somalia settentrionale e centrale.
Vive in pianure rocciose e praterie semi-desertiche a circa 1.500 metri di altitudine.

## Conservazione
La IUCN Red List, considerato che è presente in un habitat privo di minacce e la popolazione è numerosa, classifica M.peeli come specie a rischio minimo (Least Concern).